# Julio Pleguezuelo
Julio José Pleguezuelo Selva, noto semplicemente come Julio Pleguezuelo (Palma di Maiorca, 26 gennaio 1997), è un calciatore spagnolo, difensore del Plymouth.

## Carriera

### Club
Cresciuto nei settori giovanili di squadre come Espanyol, Barcellona e Arsenal, il 5 luglio 2016 passa in prestito al Maiorca, con cui inizia la carriera professionistica. Il 31 gennaio 2018 lascia nuovamente a titolo temporaneo i Gunners, trasferendosi fino al termine della stagione al Gimnàstic. Il 21 maggio 2019, in scadenza di contratto, viene tesserato dal Twente, con cui firma un biennale..
Nel giugno 2023, dopo il mancato accordo sul rinnovo del contratto con il Club olandese, firma, da svincolato, con il Plymouth, diventando così il primo giocatore spagnolo della storia dei Pilgrims .

### Nazionale
Ha giocato nelle nazionali giovanili spagnole Under-18 ed Under-19.

## Statistiche

### Presenze e reti nei club
Statistiche aggiornate al 21 luglio 2022.
| Stagione        | Squadra         | Campionato      | Campionato | Campionato | Coppe nazionali | Coppe nazionali | Coppe nazionali | Coppe europee | Coppe europee | Coppe europee | Altre coppe | Altre coppe | Altre coppe | Totale | Totale |
| Stagione        | Squadra         | Comp            | Pres       | Reti       | Comp            | Pres            | Reti            | Comp          | Pres          | Reti          | Comp        | Pres        | Reti        | Pres   | Reti   |
| --------------- | --------------- | --------------- | ---------- | ---------- | --------------- | --------------- | --------------- | ------------- | ------------- | ------------- | ----------- | ----------- | ----------- | ------ | ------ |
| 2016-2017       | Maiorca         | SD              | 15         | 0          | CR              | 2               | 0               | -             | -             | -             | -           | -           | -           | 17     | 0      |
| gen.-giu. 2018  | Gimnàstic       | SD              | 10         | 0          | CR              | -               | -               | -             | -             | -             | -           | -           | -           | 10     | 0      |
| 2018-2019       | Arsenal         | PL              | 0          | 0          | FACup+CdL       | 0+1             | 0               | UEL           | 0             | 0             | -           | -           | -           | 1      | 0      |
| 2019-2020       | Twente          | ED              | 19         | 0          | CO              | 1               | 0               | -             | -             | -             | -           | -           | -           | 20     | 0      |
| 2020-2021       | Twente          | ED              | 19         | 1          | CO              | 1               | 0               | -             | -             | -             | -           | -           | -           | 20     | 1      |
| 2021-2022       | Twente          | ED              | 23         | 0          | CO              | 3               | 0               | -             | -             | -             | -           | -           | -           | 26     | 0      |
| Totale Twente   | Totale Twente   | Totale Twente   | 61         | 1          |                 | 5               | 0               |               | -             | -             |             | -           | -           | 66     | 1      |
| Totale carriera | Totale carriera | Totale carriera | 86         | 1          |                 | 8               | 0               |               | 0             | 0             |             | -           | -           | 94     | 1      |